# Clara de Chatelain
Clara de Chatelain (ur. 31 lipca 1807, zm. 30 czerwca 1876) – angielska pisarka, poetka, tłumaczka i kompozytorka pochodzenia francuskiego. Urodziła się w Londynie 31 lipca 1807. Jej ojciec, pan de Pontigny, był potomkiem hrabiego de Pontigny. Podczas pobytu we Francji opublikowała w 1826 elegię na cześć malarza Jacques-Louisa Davida, zatytułowaną Le Tombeau du Proscrit. Utwór ten zyskał rozgłos. Po powrocie do Anglii publikowała pod pseudonimami Leopold Wray, Baronne Cornélie de B., Rosalia Santa Croce i Leopoldine Ziska. Współpracowała z Reynolds's Miscellany, London Society, The Queen, Chambers's Journal, Le Courrier de l’Europe i wieloma innymi pismami kulturalnymi. W 1843 wyszła za mąż za Jean-Baptiste François Ernesta de Chatelain, tłumacza poezji angielskiej. Małżonkowie mieszkali na Jersey i Guernsey, gdzie byli w stałym kontakcie z Wiktorem Hugo. Poetka napisała wtedy i skomponowała wiele ballad, tworzyła też prozę: The Silver Swan (1847), The Sedan Chair, (1866) i Truly Noble (1870). Zmarła 30 czerwca 1876. Została pochowana w Lyndhurst, w Hampshire, 7 lipca tegoż roku.